# Tisagronia
Tisagronia is een geslacht van vlinders van de familie Uilen (Noctuidae), uit de onderfamilie Noctuinae.

## Soorten
- T. fleissiana Köhler, 1967
- T. luetscheri Köhler, 1967
- T. pexa Berg, 1877
- T. reedi Köhler, 1944